# Shawn Levy
Shawn Adam Levy (Montréal, Québec, 1968. július 23. –) kanadai–amerikai filmrendező és színész.
A Yale Egyetemen végzett. Los Angelesbe költözve több tévésorozatban töltött be rendezői posztot és szerepelt a kilencvenes években, első filmrendezése pedig az 1997-es Éppen jókorhoz fűződik. Ezt követően több sikerfilmet vezényelt le a 20th Century Fox égisze alatt, kétszer dolgozott együtt Steve Martinnal, eddigi legnagyobb bevételt hozó filmje az Éjszaka a múzeumban lett 2006-ban.

## Fiatalkora
Levy zsidó családban született Montréalban (Quebec). Tinédzserként a St. George's középiskolába és a New York-i Stagedoor Manor Előadóművészeti Képzőközpontba járt. 1989-ben végzett a Yale Egyetemen előadóművészet szakon. A USC Filmművészeti Főiskoláján szerzett MFA végzettséget 1994-ben.

## Magánélete
Felesége Serena Levy, akitől négy lánya született.

## Filmográfia

### Filmrendezései
| Év   | Magyar cím                          | Eredeti cím                                    | Feladatkör | Feladatkör |
| Év   | Magyar cím                          | Eredeti cím                                    | Rendező    | Producer   |
| ---- | ----------------------------------- | ---------------------------------------------- | ---------- | ---------- |
| 1997 |                                     | Address Unknown                                | Igen       | Nem        |
| 1997 | Éppen jókor                         | Just in Time                                   | Igen       | Nem        |
| 2002 | Minden hájjal megkent hazug         | Big Fat Liar                                   | Igen       | Nem        |
| 2003 | Szakítópróba                        | Just Married                                   | Igen       | Nem        |
| 2003 | Tucatjával olcsóbb                  | Cheaper by the Dozen                           | Igen       | Nem        |
| 2006 | A rózsaszín párduc                  | The Pink Panther                               | Igen       | Nem        |
| 2006 | Éjszaka a múzeumban                 | Night at the Museum                            | Igen       | Igen       |
| 2009 | Éjszaka a múzeumban 2.              | Night at the Museum: Battle of the Smithsonian | Igen       | Igen       |
| 2010 | Párterápia                          | Date Night                                     | Igen       | Igen       |
| 2011 | Vasököl                             | Real Steel                                     | Igen       | Igen       |
| 2013 | Gyakornokok                         | The Internship                                 | Igen       | Igen       |
| 2014 | Itthon, édes otthon                 | This Is Where I Leave You                      | Igen       | Igen       |
| 2014 | Éjszaka a múzeumban – A fáraó titka | Night at the Museum: Secret of the Tomb        | Igen       | Igen       |
| 2021 | Free Guy                            | Free Guy                                       | Igen       | Igen       |
| 2022 | Az Adam-projekt                     | The Adam Project                               | Igen       | Igen       |
| 2024 | Deadpool & Rozsomák                 | Deadpool 3.                                    | Igen       | Igen       |

## Filmszerepei
- 1986: Zombie Nightmare
- 1987: Wild Thing
- 1988: The Kiss
- 1988: Liberace: Behind the Music
- 1993: Made in America
- 1997: Éppen jókor (Just in Time)
- 2002: Minden hájjal megkent hazug (Big Fat Liar)
- 2003: Tucatjával olcsóbb (Cheaper by the Dozen)
- 2005: Tucatjával olcsóbb 2. (Cheaper by the Dozen 2)